# Панчошный, Николай Максимович
Панчошный Николай Максимович (род. 24 октября 1936, Черниговская область) — советский и украинских деятель в области горного дела. Кандидат технических наук (1987). Директор СевГОКа (1979—1997). Член-корреспондент АГНУ (1991).

## Биография
Родился 24 октября 1936 года в Черниговской области.
Трудовую деятельность начал рабочим в Криворожском железорудном бассейне. В 1956 году работал в отделе технического контроля Южного горно-обогатительного комбината.
В 1960 году окончил Криворожский горнорудный институт. Член КПСС с 1961 года.
В 1957—1966 годах — маркшейдер карьера, помощник машиниста экскаватора, горный мастер, председатель профсоюзного комитета, заместитель главного инженера рудника Новокриворожского горно-обогатительного комбината.
В 1966—1969 годах — главный инженер рудника в Уэнза (Ouenze) в Алжире.
В 1969—1979 годах — заместитель начальника отдела, начальник рудника, заместитель директора по производству, главный инженер НКГОКа.
С мая 1979 года — директор, с июля 1988 года — генеральный директор Северного горно-обогатительного комбината, где проработал до 1997 года.
Переехал на постоянное место жительства в США.

## Производственная деятельность
Специалист в области горного дела. Руководил внедрением новых технологий добычи руды и её обогащения. 
Автор 18 изобретений и 20 рационализаторских предложений. 

## Награды
- Заслуженный металлург УССР (1986)[2];
- Государственная премия УССР в области науки и техники (13 декабря 1983) — за разработку и широкое промышленное внедрение прогрессивной циклично-поточной технологии на железорудных карьерах Кривбасса[3];
- Почётная грамота Президиума Верховного Совета УССР[2];
- Орден «За заслуги» (Украина) 3-й степени (29 октября 1996)[4];
- Государственная премия Украины в области науки и техники (1 декабря 1999)[5] — за создание высокоэффективных экологоориентированных технологий добычи полезных ископаемых на основе управления состоянием горного массива и внедрение их на карьерах Украины[6].